# Juliet (canción de Robin Gibb)
«Juliet» es una canción del cantante y compositor británico Robin Gibb, lanzado como el primer sencillo de su segundo álbum en solitario How Old Are You? de 1983. Fue un gran éxito en varios países de Europa, siendo certificado oro por la Bundesverband Musikindustrie alemana en 1983. 

## Publicación y recepción
Después de su estreno en abril de 1983, "Juliet" se convirtió en un éxito, especialmente en Europa continental. El sencillo alcanzó el número uno en Alemania, Suiza e Italia y el número dos en Austria. Llegó al número catorce en las listas de los Países Bajos y al siete en Bélgica. En Reino Unido, alcanzó el puesto 94 y en Australia el puesto 70.
La canción fue versionada en alemán por Andreas Haas el año de su lanzamiento.

## Video musical
La trama del vídeo muestra a Robin tanto en una historia de amor clásica durante la Revolución francesa/Guerras napoleónicas como en el marco en el que escribe esta historia. La trama en la que interpreta al personaje principal la escribe en un castillo abandonado con una vieja máquina de escribir. En la historia de amor, salva a su amada del cautiverio después de luchar con éxito contra su guardia en una tienda de campaña con una espada.

## Personal
- Robin Gibb – voz principal y coros
- Maurice Gibb – sintetizadores y coros
- George Bitzer – sintetizadores
- Dennis Bryon – caja de ritmos y coros

## Posicionamiento en listas

### Posición semanal
| Lista (1983)                       | Máxima posición |
| ---------------------------------- | --------------- |
| Alemania (Media Control AG)        | 1               |
| Australia (Kent Music Report)      | 70              |
| Austria (Ö3 Austria Top 40)        | 2               |
| Bélgica (Flandes) (Ultratop 50)    | 7               |
| Bélgica (VRT Top 30 Flanders)      | 9               |
| Italia (FIMI)                      | 1               |
| Países Bajos (Mega Single Top 100) | 14              |
| Países Bajos (Dutch Top 40)        | 11              |
| Polonia (ZPAV)                     | 3               |
| Reino Unido (UK Singles Chart)     | 94              |
| Suiza (Schweizer Hitparade)        | 1               |

### Posición anual
| Lista (1983)                     | Máxima posición |
| -------------------------------- | --------------- |
| Australia (Ö3 Austria Top 40)    | 6               |
| Bélgica (Ultratop 50 Flanders)   | 75              |
| Alemania Official German Charts) | 4               |
| Italia FIMI)                     | 7               |
| Suiza (Schweizer Hitparade)      | 11              |